# الجيش الجمهوري الأيرلندي
الجيش الجمهوري الأيرلندي (IRA) هو اسم تستخدمه العديد من المنظمات شبه العسكرية في أيرلندا طوال القرنين العشرين والحادي والعشرين. تم تكريس المنظمات التي تحمل هذا الاسم إلى الوحدوية من خلال الجمهورية الأيرلندية، والاعتقاد بأن كل أيرلندا يجب أن تكون جمهورية مستقلة خالية من الحكم البريطاني.
نشأ الجيش الجمهوري الأيرلندي الأصلي (1919-1922)، الذي غالبًا ما يشار إليه الآن باسم «الجيش الجمهوري الأيرلندي القديم»، في عام 1917 من أعضاء المتطوعين الأيرلنديين والجيش الأيرلندي المواطن، الذي تم تعزيزه لاحقًا من قبل الأيرلنديين، سابقًا في الجيش البريطاني في العالم الحرب الأولى، التي عادت إلى أيرلندا للقتال ضد بريطانيا في حرب الاستقلال الأيرلندية. في القانون الأيرلندي، كان هذا الجيش الجمهوري الأيرلندي هو جيش الجمهورية الأيرلندية الثورية كما أعلنها البرلمان، ديل إيرين، في عام 1919.
في القرن الذي تلاه، أعيد تنظيم الجيش الجمهوري الأيرلندي الأصلي وتغييره وانقسامه في مناسبات متعددة، لدرجة أن العديد من المنظمات شبه العسكرية اللاحقة عُرفت بهذا اللقب - وعلى الأخص الجيش الجمهوري الأيرلندي المؤقت الذي كان مشاركًا رئيسيًا خلال الاضطرابات. تطالب كل من منظمات الجيش الجمهوري الإيرلندي المعاصرة بالحق الوحيد في استخدام هذا الاسم، حيث تصر كل منها على أنها الأحفاد الشرعيون الوحيدون للجيش الجمهوري الإيرلندي الأصلي.